# Ли Дон Гю
Ли Дон Гю — Один из лучших летчик-асов времен корейской войны (1950-1953 гг.), командир 56-го истребительного авиаполка, «Сокол Ким Ир Сена». Бывший летчик ВВС Китая, там же проходил обучение на новых модификациях Як-9.
В его полку было три эскадрильи вооруженные истребителями Як-9У, Як-9П, а также учебная эскадрилья двухместных самолётов Як-11.
28 июня 1950 года в воздушном бою его Як-9 подбили и он спасся выпрыгув из самолёта, 12 июля 1950 года сбил над Сеулом американский B-29 «Летающую крепость», всего он сбил 5 американских самолётов.
Предположительно он погиб в воздушном бою осенью 1950 года.
Звание Героя КНДР присвоено посмертно.